# Coppa del Mondo di combinata nordica 2004
La Coppa del Mondo di combinata nordica 2004, ventunesima edizione della manifestazione organizzata dalla Federazione Internazionale Sci, ebbe inizio il 29 novembre 2003 a Kuusamo, in Finlandia, e si concluse il 6 marzo 2004 a Lahti, ancora in Finlandia.
Furono disputate 20 delle 22 gare previste, in 13 diverse località: 9 individuali Gundersen, 8 sprint, 2 a partenza in linea, 1 a squadre; 7 gare si svolsero su trampolino normale, 13 su trampolino lungo.
Il finlandese Hannu Manninen si aggiudicò sia la coppa di cristallo, il trofeo assegnato al vincitore della classifica generale, sia la Coppa di sprint; lo statunitense Todd Lodwick vinse il Warsteiner Grand Prix. Ronny Ackermann era il detentore uscente della Coppa generale.

## Risultati
| Data                  | Località         | Nazione   | Trampolino            | Spec.        | Primo                                                 | Secondo                                                    | Terzo                                                    |
| --------------------- | ---------------- | --------- | --------------------- | ------------ | ----------------------------------------------------- | ---------------------------------------------------------- | -------------------------------------------------------- |
| 29 novembre 2003      | Kuusamo          | Finlandia | Rukatunturi K120      | IN LH/15 km  | Ronny Ackermann                                       | Hannu Manninen                                             | Samppa Lajunen                                           |
| 30 novembre 2003      | Kuusamo          | Finlandia | Rukatunturi K120      | SP LH/7,5 km | Ronny Ackermann                                       | Sebastian Haseney                                          | Hannu Manninen                                           |
| 6 dicembre 2003       | Trondheim        | Norvegia  | Granåsen K120         | SP LH/7,5 km | Ronny Ackermann                                       | Hannu Manninen                                             | Petter Tande                                             |
| 7 dicembre 2003       | Trondheim        | Norvegia  | Granåsen K120         | SP LH/7,5 km | annullata                                             | annullata                                                  | annullata                                                |
| 12 dicembre 2003]     | Val di Fiemme    | Italia    | Giuseppe Dal Ben K95  | IN NH/15 km  | Ronny Ackermann                                       | Sebastian Haseney                                          | Felix Gottwald                                           |
| 13 dicembre 2003]     | Val di Fiemme    | Italia    | Giuseppe Dal Ben K95  | MS NH/10 km  | Hannu Manninen                                        | Felix Gottwald                                             | Michael Gruber                                           |
| Warsteiner Grand Prix |                  |           |                       |              |                                                       |                                                            |                                                          |
| 30 dicembre 2003      | Oberhof          | Germania  | Hans Renner K120      | IN LH/15 km  | Ronny Ackermann                                       | Felix Gottwald                                             | Todd Lodwick                                             |
| 2 gennaio 2004        | Reit im Winkl    | Germania  | Franz Haslberger K90  | SP NH/7,5 km | Magnus Moan                                           | Samppa Lajunen                                             | Todd Lodwick                                             |
| 4 gennaio 2004        | Schonach         | Germania  | Langenwaldschanze K90 | IN NH/15 km  | Todd Lodwick                                          | Ronny Ackermann                                            | Hannu Manninen                                           |
| 10 gennaio 2004       | Seefeld in Tirol | Austria   | Toni Seelos K90       | SP NH/7,5 km | Hannu Manninen                                        | Samppa Lajunen                                             | Georg Hettich                                            |
| 11 gennaio 2004       | Seefeld in Tirol | Austria   | Toni Seelos K90       | IN NH/15 km  | Hannu Manninen                                        | Felix Gottwald                                             | Sebastian Haseney                                        |
| 23 gennaio 2004       | Nayoro           | Giappone  | Piyashiri K90         | IN NH/15 km  | Samppa Lajunen                                        | Sebastian Haseney                                          | Hannu Manninen                                           |
| 25 gennaio 2004       | Sapporo          | Giappone  | Ōkurayama K120        | MS LH/10 km  | Hannu Manninen                                        | Samppa Lajunen                                             | Christoph Bieler                                         |
| 27 gennaio 2004       | Sapporo          | Giappone  | Ōkurayama K120        | SP LH/7,5 km | Hannu Manninen                                        | Petter Tande                                               | Christoph Bieler                                         |
| 14 febbraio 2004      | Oberstdorf       | Germania  | Schattenberg K120     | T LH/3x5 km  | Finlandia Samppa Lajunen Jaakko Tallus Hannu Manninen | Germania I Sebastian Haseney Georg Hettich Ronny Ackermann | Austria I Felix Gottwald Michael Gruber Christoph Bieler |
| 15 febbraio 2004      | Oberstdorf       | Germania  | Schattenberg K120     | SP LH/7,5 km | Hannu Manninen                                        | Daito Takahashi                                            | Todd Lodwick                                             |
| 21 febbraio 2004      | Liberec          | Rep. Ceca | Ještěd K120           | SP LH/7,5 km | annullata                                             | annullata                                                  | annullata                                                |
| 22 febbraio 2004      | Liberec          | Rep. Ceca | Ještěd K120           | IN LH/15 km  | Ronny Ackermann                                       | Hannu Manninen                                             | Samppa Lajunen                                           |
| 28 febbraio 2004      | Oslo             | Norvegia  | Holmenkollen K115     | SP LH/7,5 km | Hannu Manninen                                        | Samppa Lajunen                                             | Ronny Ackermann                                          |
| 29 febbraio 2004      | Oslo             | Norvegia  | Holmenkollen K115     | IN LH/15 km  | Ronny Ackermann                                       | Samppa Lajunen                                             | Mario Stecher                                            |
| 5 marzo 2004          | Lahti            | Finlandia | Salpausselkä K116     | SP LH/7,5 km | Daito Takahashi                                       | Felix Gottwald                                             | Hannu Manninen                                           |
| 6 marzo 2004          | Lahti            | Finlandia | Salpausselkä K116     | IN LH/15 km  | Daito Takahashi                                       | Felix Gottwald                                             | Samppa Lajunen                                           |

Legenda:

IN = individuale Gundersen

SP = sprint

MS = partenza in linea

T = gara a squadre

NH = trampolino normale

LH = trampolino lungo

## Classifiche

### Generale
| Pos. | Nome              | Nazione     | Punti |
| ---- | ----------------- | ----------- | ----- |
| 1    | Hannu Manninen    | Finlandia   | 1392  |
| 2    | Ronny Ackermann   | Germania    | 1143  |
| 3    | Samppa Lajunen    | Finlandia   | 1058  |
| 4    | Felix Gottwald    | Austria     | 818   |
| 5    | Daito Takahashi   | Giappone    | 817   |
| 6    | Sebastian Haseney | Germania    | 744   |
| 7    | Todd Lodwick      | Stati Uniti | 705   |
| 8    | Magnus Moan       | Norvegia    | 552   |
| 9    | Christoph Bieler  | Austria     | 549   |
| 10   | Petter Tande      | Norvegia    | 543   |

### Sprint
| Pos. | Nome            | Nazione   | Punti |
| ---- | --------------- | --------- | ----- |
| 1    | Hannu Manninen  | Finlandia | 650   |
| 2    | Samppa Lajunen  | Finlandia | 397   |
| 3    | Ronny Ackermann | Germania  | 394   |
| 4    | Daito Takahashi | Giappone  | 365   |
| 5    | Magnus Moan     | Norvegia  | 321   |

### Warsteiner Grand Prix

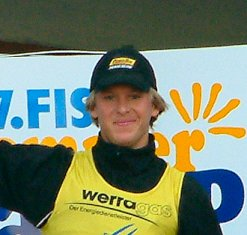
Todd Lodwick

| Pos. | Nome            | Nazione     | Punti |
| ---- | --------------- | ----------- | ----- |
| 1    | Todd Lodwick    | Stati Uniti | 220   |
| 2    | Ronny Ackermann | Germania    | 212   |
| 3    | Samppa Lajunen  | Finlandia   | 166   |
| 4    | Hannu Manninen  | Finlandia   | 150   |
| 5    | Magnus Moan     | Norvegia    | 133   |

### Nazioni
| Pos. | Nazione   | Punti |
| ---- | --------- | ----- |
| 1    | Finlandia | 3272  |
| 2    | Germania  | 2836  |
| 3    | Austria   | 2292  |
| 4    | Norvegia  | 1648  |
| 5    | Giappone  | 937   |